# زو شین
زو شین(چینی: 祖辛) زاده شده با نام زی دان(چینی:子旦) شاهی بود از شاهان دودمان شانگ در چین؛ در کتاب شیجی نوشته سیماکیان تاریخنگار هان، چهاردهمین شاه شانگ بود که پس از پدرش زو یی(چینی:祖乙) در سال ووزی(چینی:戊子) در تختگاه بی(چینی:庇) به شاهی نشست. در تواریخ زوشو جینیان، مدت فرمانروایی او 14 سال آمده است؛ هرچند دیگر منابع مدت فرمانروایی او را 16 سال دانسته اند. او تا زمان مرگ پادشاهی کرد، و پس از مرگ عنوان زو شین به او داده شد. پس از و برادر کوچکترش وو جیا(چینی:沃甲) به شاهی رسید؛ جیا گو ون(کتیبه نگاری بر استخوان و لاک لاک پشتان) او را سیزدهمین شاهان شانگ دانسته است.